# Hey Hey, My My (Into the Black)
"Hey Hey, My My (Into the Black)" je píseň, kterou napsal kanadský zpěvák Neil Young. V kombinaci s její akustickou částí, "My My, Hey Hey (Out of the Blue)" tento song ohraničuje Youngovo úspěšné album, které v roce 1979 vydal pod názvem Rust Never Sleeps. Inspirovala ho k němu elektropunková kapela Devo. V době nahrávání alba si Young začal být vědom rostoucí popularitou punkové vlny a souběžného úpadku zájmu o jeho tvorbu. Píseň "Hey Hey, My My ..." po zveřejnění významně oživila Youngovu hudební kariéru a po zpětném pohledu na hudební vývoj je významná i tím, že inspirovala obdivovatele punku k hudebnímu žánru, který dnes nazýváme grunge. Je to způsobem, kterým nastoluje různé alternativy interpretace shodného hudebního témata: z jemného slabého zvuku do zvukové destrukce až po vyhoření původního melodického nápadu.
Textová část z akustické verze skladby: "it 's better to burn out than to fade away" ("lepší je shořet než vyhasnout ...") se proslavila tím, že byla použita jako citát v listu, který po sobě při sebevraždě zanechal frontman skupiny Nirvana Kurt Cobain. Young byl touto informací otřesen a své album Sleeps with Angels, které vydal v roce 1994, věnoval Cobainovi.

## Pozadí vzniku skladby
Píseň "Hey, Hey, My, My ..." a titul alba, fráze "rust never sleeps", na kterém se nacházejí obě verze skladby, vznikly ze setkání Neila Younga a skupiny Devo, respektive s Markem Mothersbaughem. Young požádal kapelu, aby nahrála tuto píseň pro filmovou komedii Human Highway, kterou (pod pseudonymem Bernard Shakey) Young režíroval v roce 1977. Scéna filmu ukazuje Younga hrajícího píseň v punkové verzi, v plném aranžmá skupiny Devo. Původní myšlenka, věta "It 'better to burn out than it is to rust ...", pochází od Youngova kamaráda, Jeffa Blackburna, se kterým účinkoval ve superskupině The Ducks.
Někteří z Youngových kritiků u něj viděli období stagnace, které se naplno projevilo v druhé polovině 70. let po vydání alb American Stars 'n Bars a Comes a Time. Bylo to tím, že sílící vlna punkového hnutí v roce 1977 způsobila, že Neil Young a jeho současníci začali být považováni za zastaralé. Young podlehl dojmu, že tyto názory mají opodstatnění. Ve stejný rok zemřel Elvis Presley a jeho smrt vyzněla jako umíráček rocku, který skupina The Clash oplakala v nahrávce písně "1977" slovy "No Elvis, Beatles or The Rolling Stones in 1977! ". Z Youngových obav ze zastarání vznikla reakce, která vyjadřovala respekt punkové vlně a projevila se v podobě akustického nářku, kterým byla první verze písně s názvem "My My, Hey Hey (out of the Blue)". Poté, co spolu s kapelou Crazy Horse vyrazil na turné, dal písni rockové aranžmá, které mělo silný důraz na Youngovy sólové kytarové variace. Způsob jakým ji prezentoval, inspiroval předchůdce vznikajícího hudebního žánru, proto-grungeové kapely, kterými byly Sonic Youth, The Meat Puppets, Pixies a Dinosaur Jr..

## Odezvy
Po vydání alba Rust Never Sleeps ho kritika uznala jako oživení Neila Younga. Měl i komerční úspěch, neboť navazoval na úspěšné koncertní turné, které bylo příznačné silným ozvučením a bedňáky, kteří na sobě měli oblečení trpasličího kmene Jawa z aktuální čtvrté epizody Hvězdných válek, zvukovými techniky v bílých pláštích, zvukovými nahrávkami z festivalu ve Woodstocku a jinými výstřelky, které do hlediště přilákaly novou generaci posluchačů. Mezi dobré dojmy vystoupení nesporně patřila i píseň "Hey Hey, My My".
Píseň ovlivnila několik hudebníků, kteří nahráli její coververze. Britpopová skupina Oasis ji hrála na svém turné v roce 2000 a nachází se také na koncertním albu a DVD, Familiar to Millions, které pocházejí z tohoto období. Nebyla náhoda, že na koncertě v Seattle ji ohlásili jako poctu Kurtu Cobainovi ke šestému výročí jeho smrti. Skupina System of a Down tuto píseň na koncertech běžně vkládá do předehry jejich skladby "Kill Rock 'n Roll". Kromě zmíněných hudebníků skladbu hráli nebo vyprodukovali její coveverzi i Dave Matthews Band, Cross Canadian Ragweed, Battleme, Rick Derringer, Nomeansno (soundtrack filmu Fubar), finská glamrocková skupina Negative, argentinská skupina La Renga, Chromatics, Jake Bugg, Axel Rudi Pell a mnozí jiní.
Nahrávku "Hey Hey, My My ..." můžeme slyšet stále v rádiích, hlavně v těch, která jsou zaměřena na klasický rock. Young má zálibu v produkování stejných písní v různých verzích. Hrával ji téměř na každém koncertě a je součástí jeho kompilace, kterou vydal jako Greatest Hits. Je titulní skladbou kanadského filmu Out of the Blue (režíroval ho a hrál v něm Dennis Hopper). V roce 2010 se skladba dostala na 93. místo v knize The Top 100 Canadian Singles.

### Citace
Slova písně mají odkaz i u jiných autorů: Courtney Love, zpěvačka kapely Hole a vdova po Kurtu Cobainovi na píseň odkazuje slovy "It 'better to rise than fade away" ve skladbě "Reasons To Be Beautiful "(album Celebrity Skin). Skupina Def Leppard začíná skladbu "Rock of Ages" slovy "I got something to say/It 'better to burn out than fade away". Stejná slova vysloví Kurgan ve filmu Highlander. Jsou také součástí nahrávky "Gimme The Prize (Kurgan 's Theme)", sedmé skladby která vyšla v roce 1986 na albu A Kind of Magic od skupiny Queen. Americká metalcorová skupina Killswitch Engage cituje text písně v jejich skladbě "New Awakening".
Část textu písně, slova: "out of the blue and into the black", jsou epigrafika a hlavním tématem knihy To od Stephena Kinga.